# 柏特利斯·洛高
柏特利斯·洛高（1970年2月6日—）是一名法國前職業足球運動員，司職前鋒。

## 球員生涯
洛高在南特開始他的職業球員生涯，然後轉會至巴黎聖日耳門，在那裡他帶領球隊贏得1995–96年歐洲盃賽冠軍盃冠軍，並在1996–97年歐洲盃賽冠軍盃決賽中輸給巴塞羅那。之後，他繼續效力蒙彼利埃、里昂、特魯瓦、羅連安特和阿些斯奧。洛高還代表法國國家足球隊上陣，包括在1996年歐洲國家盃對保加利亞的比賽中入球。

## 生涯數據

### 國際賽
| # | 日期           | 場地                                   | 對手     | 入球 | 比分 | 比賽                   | 備註  |
| - | -------------- | -------------------------------------- | -------- | ---- | ---- | ---------------------- | ----- |
| 1 | 1994年12月13日 | 土耳其特拉布宗侯賽因·阿夫尼·阿克爾球場 |          | 2–0  | 2–0  | 1996年歐洲國家盃外圍賽 | [ 2 ] |
| 2 | 1995年1月18日  | 荷蘭烏德勒支運動場                     | 荷蘭     | 1–0  | 1–0  | 友賽                   | [ 3 ] |
| 3 | 1996年2月21日  | 法國尼姆科斯蒂耶爾球場                 | 希腊     | 1–1  | 3–1  | 友賽                   | [ 4 ] |
| 4 | 1996年2月21日  | 法國尼姆科斯蒂耶爾球場                 | 希腊     | 2–1  | 3–1  | 友賽                   | [ 4 ] |
| 5 | 1996年5月29日  | 法國史特拉斯堡梅瑙球場                 | 芬兰     | 1–0  | 2–0  | 友賽                   | [ 5 ] |
| 6 | 1996年6月18日  | 英格蘭泰恩河畔紐卡素聖占士公園球場     | 保加利亚 | 3–1  | 3–1  | 1996年歐洲國家盃       | [ 6 ] |
| 7 | 1997年2月26日  | 法國巴黎王子公園體育場                 | 荷蘭     | 2–1  | 2–1  | 友賽                   | [ 1 ] |

## 榮譽
南特
- 法甲：1994–95[7]

巴黎聖日耳門
- 歐冠盃：1995–96[7]
- 法國盃：1997–98（英语：1997–98 Coupe de France）[7]
- 法國聯賽盃：1997–98（英语：1998 Coupe de la Ligue Final）[7]
- 法國超級盃：1998（英语：1998 Trophée des Champions）[7]

蒙彼利埃
- 歐洲足協圖圖盃：1999

里昂
- 法國聯賽盃：2000–01（英语：2001 Coupe de la Ligue Final）[7]

特魯瓦
- 歐洲足協圖圖盃：2001

## 外部鏈接
- Patrice Loko （页面存档备份，存于）在隊報的出場紀錄 （法語）
- PATRICE LOKO （页面存档备份，存于）在法國職業足球聯賽的聯賽數據 （法語）
- PATRICE LOKO （页面存档备份，存于）於法國足球總會（法語）
- 法国足球协会上的 柏特利斯·洛高 （法文） 存档于webarchive.org.
- Patrice Loko official site （页面存档备份，存于）（法語）